# Litauen vid världsmästerskapen i friidrott 2009
Litauen deltog vid Världsmästerskapen i friidrott 2009 i Berlin.
| Gren       |                   |              |           |                     |              |           |
| Gren       | Herrar            | Resultat     | Placering | Damer               | Resultat     | Placering |
| ---------- | ----------------- | ------------ | --------- | ------------------- | ------------ | --------- |
| 800 m      |                   |              |           | Irina Krakoviak     | 2.04,26      | 27        |
| 1500 m     |                   |              |           | Irina Krakoviak     | 4.12,54      | 22        |
| 100 m häck | –                 |              |           | Sonata Tamošaitytė  | 13,44        | 31        |
| 20 km gång | Vilius Mikelionis | 1:32.53      | 45        | Kristina Saltanovič | 1:31.23 (SB) | 8         |
| 20 km gång | Vilius Mikelionis | 1:32.53      | 45        | Brigita Virbalytė   | 1:36.28      | 24        |
| 50 km gång | Donatas Škarnulis | 3:50.56 (SB) | 14        | –                   |              |           |
| 50 km gång | Tadas Šuškevičius | 3:54.29 (PB) | 17        | –                   |              |           |
| Maraton    |                   |              |           | Živilė Balčiūnaitė  | 2:31:06      | 19        |
| Maraton    | Remalda Kergytė   | 2:45:28      | 52        |                     |              |           |
| Tresteg    | Mantas Dilys      | 16,09        | 36        |                     |              |           |
| Spjut      | Tomas Intas       | 68,40        | 43        | Indrė Jakubaitytė   | 55,86        | 24        |
| Kula       |                   |              |           | Austra Skujytė      | 17,86 (PB)   | 17        |
| Diskus     | Virgilijus Alekna | 66,36        | 4         | Zinaida Sendriute   | 54,55        | 31        |